# 12201 Spink
12201 Spink è un asteroide della fascia principale. Scoperto nel 1981, presenta un'orbita caratterizzata da un semiasse maggiore pari a 2,5082053 au e da un'eccentricità di 0,0794479, inclinata di 11,43405° rispetto all'eclittica.